# 彼得·马利瑙斯卡斯
彼得·布赖登·马利瑙斯卡斯（英語：Peter Bryden Malinauskas；1980年8月14日—），澳大利亚南澳大利亚州政治人物，毕业于阿德莱德大学，为工党籍。2015年12月当选为南澳大利亚州上议院议员，2018年3月当选为州立法会（下议院）议员，2018年4月当选为州工党领袖并成为州立法会反对党领袖，2022年3月赢得选举出任南澳大利亚州州长。